# Resultados do Carnaval de São Paulo em 1971
Esta página contém os resultados do Carnaval de São Paulo em 1971.

## Escolas de samba

### Grupo 1
Classificação
| Legenda: Campeã Rebaixada |

| Col. | Escola                | Enredo                                | Pontos |
| ---- | --------------------- | ------------------------------------- | ------ |
| 1    | Mocidade Alegre       | São Paulo e Seus Carnavais            | 105,0  |
| 2    | Unidos do Peruche     | Festa da Pirapora                     | 95,0   |
| 3    | Nenê de Vila Matilde  | O Brasil em festa no sonho de Aladino | 94,0   |
| 4    | Império do Cambuci    | Independência do Brasil               | 74,0   |
| 5    | Acadêmicos do Tatuapé | Amador Bueno, Rei Por Um Dia          | 67,0   |
| 6    | Unidos de Vila Maria  | Uma Noite no Rio                      | 63,0   |
| 7    | Lavapés               | Insurreição Pernambucana              | 62,0   |

### Grupo 2
Morro da Casa Verde sagrou-se campeã e foi promovida de grupo. Cabeções de Vila Prudente desfilou como convidada valendo-se do Grupo 2 de Corsos e Cordões, porém no mesmo dia do Grupo 2 das escolas de samba.
Classificação
| Legenda: Promovida Rebaixada |

| Col. | Escola                           | Enredo                    | Pontos |
| ---- | -------------------------------- | ------------------------- | ------ |
| 1    | Morro da Casa Verde              | Brasil, Samba e Flores    | 91,0   |
| 2    | Príncipe Negro                   | Coisas Lindas do Meu País | 87,0   |
| 3    | Acadêmicos do Ipiranga           | Rua do Ouvidor            | 72,0   |
| 4    | Primeira de Santo Estevão        |                           | 70,0   |
| 5    | Garotos da Chácara Santo Antônio | Recife, Meu Querido       | 68,0   |
| 6    | Acadêmicos do Peruche            | Cana de Açúcar no Brasil  | 64,0   |
| --   | Cabeções de Vila Prudente        | Brasil, Um Gigante        | 53,0   |

### Grupo 3
Classificação
| Legenda: Promovida |

| Col. | Escola                      | Enredo                                       | Pontos |
| ---- | --------------------------- | -------------------------------------------- | ------ |
| 1    | Imperador do Ipiranga       | Um Jangadeiro na Vila Carioca - O Jangadeiro | 87,0   |
| 2    | Folha Azul dos Marujos      | Um Gigante na Bahia                          | 77,0   |
| 3    | Nenê da Vila Ede            |                                              | 67,0   |
| 4    | Campos Elíseos              | Rainha do Café                               | 64,0   |
| 5    | Falcão do Morro Itaquerense |                                              | 58,0   |
| 6    | Estrela Brilhante           | O Gigante Despertou                          | 57,0   |
| 7    | Brasil da Cachoeirinha      | História Paulista                            | 57,0   |
| 8    | Unidos do Bom Retiro        | Futebol e Samba                              | 52,0   |
| 9    | Rosas de Ouro               | História de Vila Brasilândia                 | 39,0   |
| 10   | Flor de Maio                |                                              | 32,0   |

## Cordões
Classificação
- 1ª Camisa Verde e Branco - 95 Pontos
- 2ª Vai-Vai - 90 Pontos
- 3ª Fio de Ouro - 60 Pontos